# Wolseley (Sudafrica)
Wolseley è una cittadina sudafricana situata nella municipalità distrettuale di Cape Winelands nella provincia del Capo Occidentale.

## Geografia fisica
Wolseley sorge ad un'altitudine di circa 260 metri s.l.m. sulla linea spartiacque tra i bacini idrografici del fiume Breede, il quale sfocia nell'oceano Indiano, e il fiume Berg, il quale sfocia invece nell'oceano Atlantico.